# Diclidophora maccallumi
Diclidophora maccallumi är en plattmaskart. Diclidophora maccallumi ingår i släktet Diclidophora och familjen Diclidophoridae. Inga underarter finns listade i Catalogue of Life.